# Каламеута нитевидная
Каламеута нитевидная (лат. Calameuta filum) — вид стеблевых пилильщиков (Cephidae) из отряда перепончатокрылых. Включен в Красную книгу Карелии.

## Распространение
Европа, Россия (Европейская часть, Северный Кавказ, Сибирь). Ареал включает Венгрию, Украину, Ставрополь, Томск, Иркутск.

## Описание
Длина тела от 7 до 10 мм. Усики с булавой. Голова и грудь пунктированные. Щитик гладкий. От близких видов отличается чёрными задними ногами, узкой наружной полосой на голенях у самцов и оранжевым девятым тергитом у самок. Вид был впервые описан в 1935 году советским энтомологом Всеволодом Владимировичем Гуссаковским под названием Cephus filum.

## Питание
Личинка питается лисохвостом (Alopecurus pratensis).